# Helen Herron Taft
Helen Herron Taft (n. 2 iunie 1861 - d. 22 mai 1943) a fost soția lui William Howard Taft, Președinte al Statelor Unite ale Americii. A fost Prima Doamnă a Statelor Unite ale Americii între 1909 și 1913.